# لوسيدتشارت
لوسيدتشارت، هو تطبيق رسم تخطيطي قائم على الويب، يسمح للمستخدمين بالتعاون بصريًا في رسم ومراجعة ومشاركة المخططات والرسوم البيانية وتحسين العمليات والأنظمة والهياكل التنظيمية، تم إنتاجه بواسطة شركو لوسيد للبرمجة. ومقرها ولاية يوتا افي الولايات المتحدة وشارك في تأسيسها بن ديلتس وكارل صن ، يتم استخدام لوسيدتشارت من قبل شركات مثل جوجل و جي إي و ان بي سي يونيفرسال و امازن.

## تاريخ
تم تأسيس شركو لوسيد للبرمجة في يناير 2011 في ولاية ديلاوير من خلال تحويل لوسيدتشارت، إل إل سي وهي شركة ذات مسؤولية محدودة في ولاية يوتا تأسست في أبريل 2009، أعلنت في عام 2010 لوسيد أنها دمجت لوسيدتشارت في سوق تطبيقات جوجل.]
جمعت لوسيد مليون دولار من التمويل الأولي من 500 الشركات الناشئة ومليونيّ شركة و 9 الاف مشروع والعديد من المستثمرين الملاك في عام 2011.
أعلنت لوسيد أنها جمعت 72 مليون دولار إضافية من ميريتك كابيتال وحقوق الملكية في الطيف الترددي وآيكونيك كابيتال في 17 أكتوبر 2018.

## سمات عامة
يعتمد لوسيدتشارت بالكامل على المستعرض ويعمل على متصفحات تدعم إتش تي إم أل 5، هذا يعني أنه لا يتطلب مكونات إضافية أو تحديثات لبرامج طرف ثالث مثل أدوبي فلاش ، يدعم النظام الأساسي التعاون في الوقت الفعلي مما يسمح لجميع المستخدمين بالعمل في وقت واحد على المشاريع ومشاهدة إضافات كل مستخدم تنعكس في الوقت الفعلي، يتم تشفير جميع البيانات وتخزينها في مراكز بيانات آمنة.
تشمل الميزات الإضافية:
- واجهة السحب والإفلات
- التأليف المشترك في الوقت الفعلي والتعليقات الخاصة بالشكل والمؤشرات التعاونية
- ربط البيانات
- التصور التلقائي لإنشاء مخططات تنظيمية و إي أر دي إس
- قدرات استيراد وتصدير إس كيو إل

يدعم لوسيدتشارت أيضًا استيراد الملفات منرسم io و غليفي و أومنيقرافل ومايكروسوفت فيزيو. تم دمج النظام الأساسي مع مساحة عمل جوجل و درايف و فرق مايكروسوفت ومنتجات أوفيس الأخرى وغيرها.